# Naoko Nishigai
Naoko Nishigai (西貝 尚子 Nishigai Naoko?), född 22 januari 1969, är en japansk tidigare fotbollsspelare.
Naoko Nishigai spelade 2 landskamper för det japanska landslaget. Hon deltog bland annat i fotbolls-VM 1999.